# 韓国ガス公社
韓国ガス公社（かんこくガスこうしゃ）とは、大韓民国の天然ガス開発から、輸送、卸売を行う国有企業。本社を大邱広域市東区に置く。略称は、KOGAS。
単独事業体での液化天然ガスの取扱高では世界最大級。1999年12月から韓国取引所(当時、韓国証券取引所)に株式を上場しているが、過半数の株式は韓国政府、地方自治体、韓国電力公社といった公共機関が保有している。

## 概要
韓国政府は、1970年代のオイルショックの経験から、エネルギー供給の多様化を模索する中で天然ガスに着目。1983年に韓国ガス公社が発足した。初のLNG受入基地は1986年、京畿道平澤市に完成。韓国電力公社・平澤発電所に向けて燃料供給を開始。一般住宅を含む都市ガス向けにも、1987年からソウル首都圏各地のガス会社を経由して供給が始まった。
その後も仁川、統営、三陟、済州島にLNG受入基地を建設し、2002年には全国を網羅するパイプライン網を完成。韓国内の70%の家庭に供給する体制を確立した。また、2005年には、SKグループと共同で全羅南道光陽市にLNG受入基地を完成させ、2025年の完成を目指し忠清南道唐津市に新しい受入基地を建設中。韓国国外での天然ガス田の権益獲得にも乗り出している。
2019年には、グローバル金融情報会社リフィニティブが選ぶ「多様性と受容性に富む企業」トップ100に、韓国企業の中では最上位である50位にランクインした。

## LNG船の開発
2004年より、韓国ガス公社と韓国内の主要造船会社が共同でLNG船タンクの開発を開始。10年間かけて韓国型タンク核心設計技術であるKC-1を確立した。海外企業の超低温タンクの建造技術に払ってきたロイヤルティが不要となることから、KC-1を採用したLNG船が次々と誕生した。ただし、船体の外壁に結氷が生じて修理を余儀なくされる事例も複数確認されており、欠陥があるとして報道されたこともある。